# Dollar General
Dollar General Corporation er en amerikansk detailhandelskoncern med variety stores og hovedkvarter i Goodlettsville, Tennessee. De har 18.216 butikker i USA.
Virksomheden blev etableret i 1939 som J.L. Turner and Son. I 1955 blev navnet ændret til Dollar General Corporation og i 1969 blev selskabet børsnoteret på New York Stock Exchange.